# Phyllocnistis nepenthae
Phyllocnistis nepenthae är en fjärilsart som beskrevs av M. Hering 1931. Phyllocnistis nepenthae ingår i släktet Phyllocnistis och familjen styltmalar. Inga underarter finns listade i Catalogue of Life.